# Lagenaria
Lagenaria Ser., 1825 è un genere di piante della famiglia delle Cucurbitacee.

## Tassonomia
Comprende le seguenti specie:
- Lagenaria abyssinica (Hook.f.) C.Jeffrey
- Lagenaria breviflora (Benth.) Roberty
- Lagenaria guineensis (G.Don) C.Jeffrey
- Lagenaria rufa (Gilg) C.Jeffrey
- Lagenaria siceraria (Molina) Standl.
  - Lagenaria longissima
- Lagenaria sphaerica (Sond.) Naudin